# 库翁日
库翁日（法語：Couvonges，法語發音：[kuvɔ̃ʒ]）是法国默兹省的一个市镇，属于巴勒迪克区。

## 地理
库翁日（48°46'31"N, 5°1'34"E）面积4.56 平方千米，位于法国大東部大區默兹省，该省份为法国西北部内陆省份，北与比利时接壤，西接马恩省和阿登省，南至上马恩省和孚日省，东临默尔特-摩泽尔省。
与库翁日接壤的市镇（或旧市镇、城区）包括：索河畔伯雷、莫涅维尔、瓦勒多尔南、瓦桑库尔。

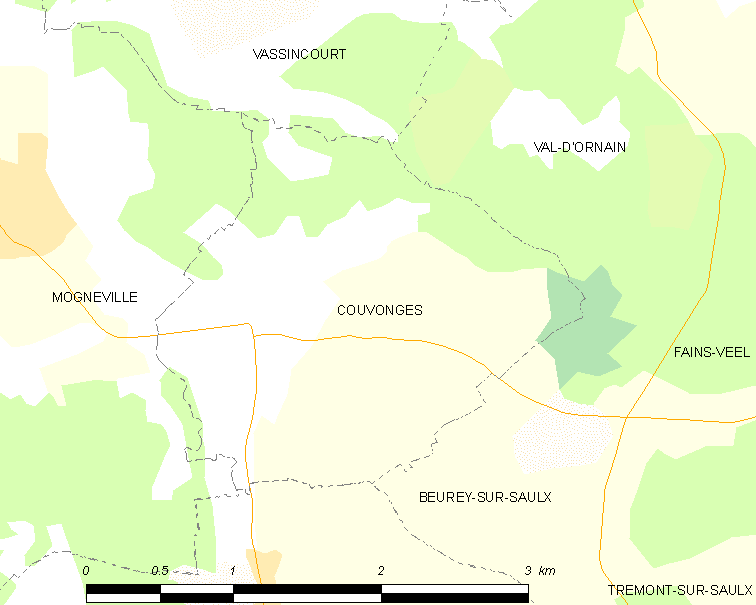
库翁日的OSM定位图

库翁日的时区为UTC+01:00、UTC+02:00（夏令时）。

## 行政
库翁日的邮政编码为55800，INSEE市镇编码为55134。

## 政治
库翁日所属的省级选区为奥尔南河畔勒维尼县。

## 人口

1962-2008年间库翁日人口变化图示

库翁日于2022年1月1日时的人口数量为153人。